# Lysakerelva

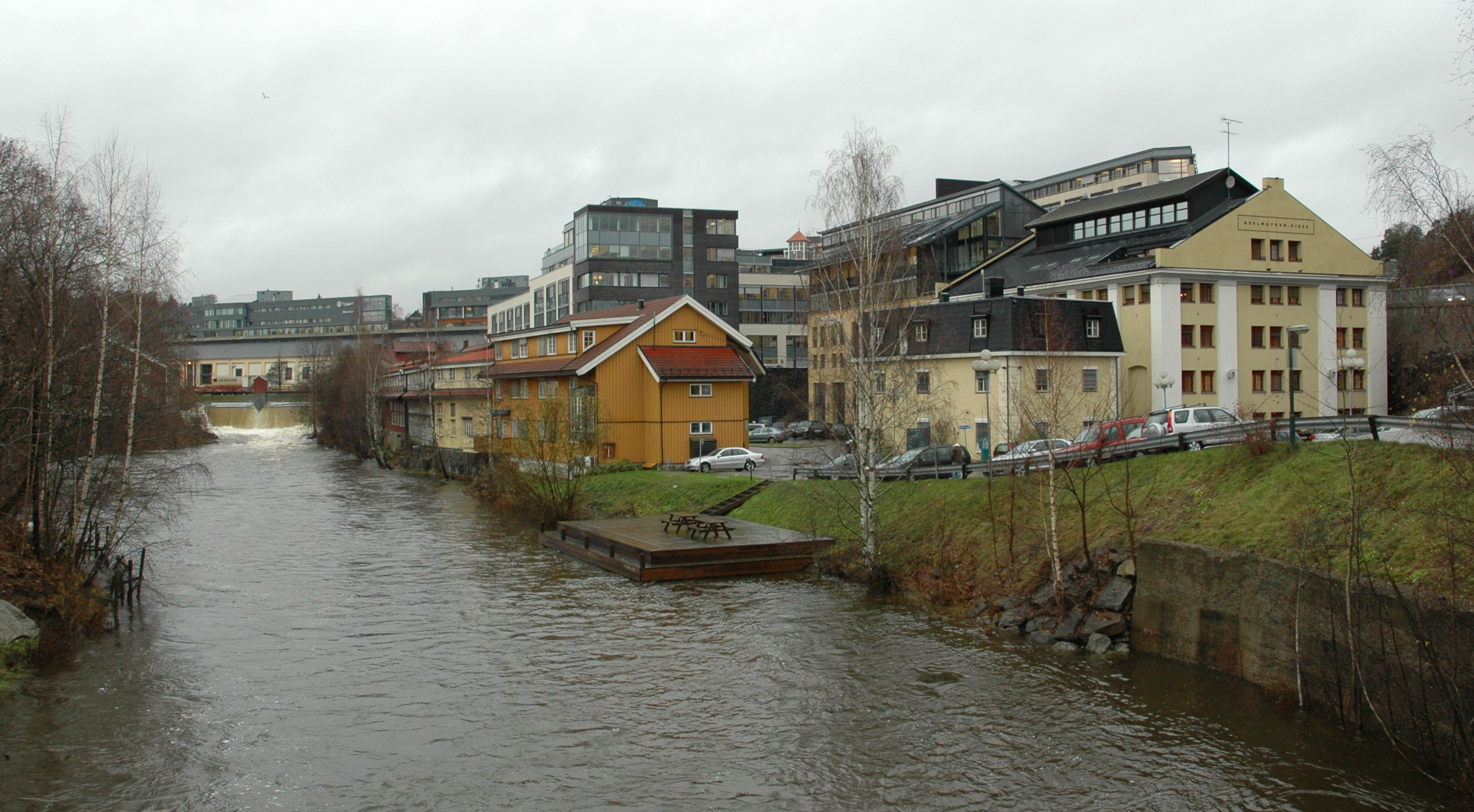
Lilleaker och Lysakerelva, 200 meter ovanför utloppet i Oslofjorden

Lysakerelva eller Lysakerelven är ett vattendrag som rinner från Bogstadvannet i Oslo och mynnar ut i Oslofjorden mellan Snarøya och Bygdøy, i det som också kallas Lysakerfjorden, vid Lysaker. Sedan 1848 har den 7,4 kilometer långa älven bildat gräns mellan Oslo och Bærum. Namnet kommer från gården Lysaker, som ligger på Bærumsidan av vattendraget.
I äldre tider blev Lysakerelva använd som kraftkälla till smältugnar, kvarnar och sågverk, bland annat Voksen Mølle och Grini Mølle, och längs älven finns flera platser med ruiner efter sågbruk och kvarnar. Forsen blev tidigt industrialiserad och bland användarna var Granfos Brug, Mustad & Søn och Lysaker Kemiske Fabrik. Under vintern drog hushållen längs älven nytta av isen. Lysakerelva har många sidoforsar och används under våren till paddling. Även om inte vattenflödet är det största, har älven låtit några av Norges främsta paddlare träna här.
Källan för Lysakerelva är Langlivann, samt Nordre och Søndre Heggelivann. Deras utlopp, Langlielva och Heggelielva, möts i Sørkedalen och kallas därför Sørkedalselva som mynnar i Bogstadvannet.
Det är möjligt att vandra och beundra det mesta av Lysakerelva och promenadstigar finns längs hela flodens sträcka.